# Jedlik Ányos Gimnázium
A Jedlik Ányos Gimnázium egy Budapesten, Csepelen található négy és nyolc évfolyamos középiskola. A HVG 100 legjobb középiskoláról készült kiadványában országosan a 88., Budapesten a 44. helyet foglalta el 2015-ben. Mára, már Magyarország 2. legfelszereltebb iskolája. Fenntartója a Dél-Pesti Tankerületi Központ.

## Története
A második világháború előtt Csepelen nem volt középfokú oktatás, ezért a diákoknak ingázniuk kellett. A háború alatt és az után azonban a hidak és vasútvonalak bombázása miatt megnőtt az igény egy helyi középiskola alapítására.
1945-ben egy 18 tagú szülői bizottság jött létre, amely a pannonhalmi Szent Benedek-rendet kérte fel a gimnázium megszervezésére. Az új iskolát Jedlik Ányos bencés szerzetes, feltalálóról nevezték el. Ez volt az első tandíjmentes, koedukált és államilag támogatott egyházi iskola Magyarországon. Az első tanév 1945. szeptember 9-én vette kezdetét 5 osztályban, 242 tanulóval. Az első igazgató Vályi Hugó bencés szerzetes volt. 1948-ban az államosítások következtében a bencések elhagyták az iskolát.
1952-ben avatták fel az iskola mai épületét, mely akkor Közép-Európa egyik legkorszerűbb iskolája volt. Később az ELTE gyakorlógimnáziuma lett, és elindult egy színvonalas tanári gárda szervezése. A bencés hagyományok és a kommunizmus évei alatt kiemelt figyelmet kapó kerületbe szervezett kiváló tanári kar együttese meghatározó volt az iskola következő éveiben is. Megkezdődött a tagozatos képzés, majd 1990-ben elindult a tehetséggondozó nyolc évfolyamos osztály is, amely azóta is a gimnázium legsikeresebb és legnépszerűbb képzési formája.
2018-ban a 2057/2017. (XII. 27.) kormányhatározat megteremtette az iskola teljes felújításának anyagi fedezetét. A felújított, kibővített épületben várhatóan 2023 szeptemberében kezdődik majd el a tanítás.

## Tagozatok, oktatás
A iskolában négy- és nyolcosztályos képzés folyik. A nyolc évfolyamos képzés keretein belül évi egy tehetséggondozó osztály indul 30 fővel. A négy évfolyamos osztályok 5 különböző tagozatra jelentkezhetnek. Az egyes tagozatok eltérő óraszámban tanulják az egyes tantárgyakat.
| tagozat             | tagozat     | heti óraszám | heti óraszám | heti óraszám | heti óraszám |
| tagozat             | tagozat     | 9. évf.      | 10. évf.     | 11. évf.     | 12. évf.     |
| ------------------- | ----------- | ------------ | ------------ | ------------ | ------------ |
| matematika          | matematika  | 6            | 5            | 5            | 6            |
| informatika         | informatika | 4            | 2            | 4            | 4            |
| angol nyelv         | angol nyelv | 6            | 6            | 5            | 5            |
| német nyelv         | német nyelv | 6            | 6            | 5            | 5            |
| természettudományos | kémia       | 2            | 3            | 0+4          | 0+4          |
| természettudományos | fizika      | 3            | 3            | 0+4          | 0+4          |
| természettudományos | biológia    | 3            | 3            | 2+2          | 0+4          |

11. és 12. évfolyamon valamennyi tárgyból lehet emelt szintű érettségi vizsgára felkészítő képzésre jelentkezni. A tanulók általában két tárgyat választhatnak, ezek heti óraszáma 2 vagy 4 óra.
A gimnázium pedagógiai programja

### Idegen nyelvek
Minden diák két idegen nyelvet tanul. Az 5-8. osztályosok az angol vagy német nyelv mellett latinul tanulnak. 9. osztálytól az első idegen nyelv minden esetben az, amit a felvételiző az általános iskolában tanult (angol vagy német). A második idegen nyelv választható az angol, német, olasz, spanyol, francia, orosz nyelvek közül. Az angol nyelvi tagozatosok második idegen nyelve a francia vagy a német, a német nyelvi tagozatosoké pedig az angol. Az első idegen nyelv alapóraszáma 4-4-5-5 (nyelvi tagozatokon 6-6-5-5), a második nyelvé 3-3-3-3.
A nyelvtudás elmélyítését segítik a gimnázium diákcsere programjai. A németországi kapcsolat (Hattingen) már 32 évre tekint vissza, Portugáliával pedig angol nyelvű diákcserét szerveznek.

### Informatika, ECDL vizsgaközpont
Az iskola 1992 óta rendelkezik internetkapcsolattal. Az iskolába teljes területén elérhető a diákok számára is használható Wi-Fi hálózat, az aulákban és a könyvtárban pedig szabadon használható számítógépek találhatók. A diákok ingyen juthatnak hozzá számos szoftverhez otthoni használatra is. Az iskola ECDL vizsgaközpont; ennek köszönhetően a diákok helyben tehetik le a bizonyítvány megszerzéséhez szükséges vizsgákat.

### Természettudományi labor
„A természettudományos oktatás módszertanának és eszközrendszerének megújítása a csepeli Jedlik Ányos Gimnáziumban” elnevezésű, az Európai Unió által több, mint 300 millió forinttal támogatott projekt keretében az iskola 2014-ben új, természettudományok oktatására felszerelt laboratóriummal bővült. A legmodernebb technológiával felszerelt 2x18 fős tantermeket előkészítő helyiség és vegyszerraktár egészíti ki.

### Tehetségpont
Az iskola 2012 óta Akkreditált Kiváló Tehetségpont. A Tehetségpontok elsődleges funkciója a tanácsadás, a pályaorientáció, a lehetőségek, az információk személyre szabott bemutatása a tehetséges fiataloknak. Összegyűjtik és tematizálva ajánlják fel az ország és a határon túli térség minden tehetséggondozással foglalkozó szervezetének szolgáltatásait.

### Érettségi
A gimnázium 2005 óta emelt szintű vizsgaközpont. Általában négy tárgyból tartanak itt emelt szintű vizsgát, de az évek során matematika, fizika, kémia, informatika, biológia, angol és német nyelvi emelt szintű érettségi is megszervezésre került már.
A Gimnázium beiskolázási tájékoztatója

## Felvételi eljárás
A gimnáziumba központi írásbeli vizsga megírásával és a szóbeli vizsgán való részvétellel lehet jelentkezni. 
| tagozatok           | tagozat-kód | tervezett létszám | felvételi pontok számítása | felvételi pontok számítása | felvételi pontok számítása | felvételi pontok számítása |
| tagozatok           | tagozat-kód | tervezett létszám | hozott                     | matematika                 | magyar                     | szóbeli                    |
| ------------------- | ----------- | ----------------- | -------------------------- | -------------------------- | -------------------------- | -------------------------- |
| matematika          | 0001        | 15 fő             | 20%                        | 30%                        | 25%                        | 25%                        |
| természettudományos | 0002        | 15 fő             | 20%                        | 30%                        | 25%                        | 25%                        |
| angol nyelv         | 0003        | 30 fő             | 20%                        | 25%                        | 30%                        | 25%                        |
| német nyelv         | 0004        | 15 fő             | 20%                        | 25%                        | 30%                        | 25%                        |
| informatika         | 0005        | 15 fő             | 20%                        | 30%                        | 25%                        | 25%                        |
| élsportolói         | 0006        | 16 fő             | 25%                        | 25%                        | 25%                        | 25%                        |
| nyolcévfolyamos     | 0008        | 30 fő             | 25%                        | 25%                        | 25%                        | 25%                        |

A jelentkezési lapon meg kell jelölni a következő tantárgyakat:
- 4. osztályosok esetén a negyedikes félévi osztályzat magyar nyelv, magyar irodalom, matematika, idegen nyelv, természetismeret tárgyakból
- 8. osztályosok esetén a 7. év végi és a 8. félévi osztályzat magyar nyelv, magyar irodalom, matematika, történelem, idegen nyelv, földrajz, biológia, kémia, fizika, informatika tantárgyakból.

A szóbeli vizsgára az utóbbi években nem hívnak be minden jelentkezőt. Az írásbeli vizsgán a minimális pontszámot elért felvételizőknek az iskola honlapján meghatározott témakörökből kell felkészülnie.
Szóbeli felvételi témakörök

### Túljelentkezés
A gimnáziumba tagozatonként eltérő mértékű, de minden tagozaton jelentős túljelentkezés van, ami a legtöbb tagozaton az utóbbi években növekvő tendenciát mutat.
|                    | 2014 | 2015 | 2016 | 2017 | 2018      |
| ------------------ | ---- | ---- | ---- | ---- | --------- |
| Természettudományi | 5,1  | 5,7  | 6,6  | 5,4  | 7,9       |
| Informatika        | 6,1  | 8,6  | 9,0  | 10,6 | 12,7      |
| Matematika         | 7,2  | 8,9  | 8,8  | 8,8  | 9,3       |
| Normál             | 19,0 | 23,2 | 23,9 | 26,4 | - [*]     |
| Élsport            | 3,3  | 5,5  | 4,7  | 6,1  | 6,8       |
| Angol nyelv        | 12,1 | 13,9 | 12,6 | 14,7 | 10,0 [**] |
| Német nyelv        | 4,0  | 4,8  | 6,8  | 6,3  | 6,4       |
| Nyolc évfolyamos   | 4,2  | 4,0  | 4,5  | 5,7  | 5,4       |

[*] A normál tagozat 2018-ban már nem került meghirdetésre
[**] Az angol nyelvi tagozat 2018-ban 30 fős keretszámmal lett meghirdetve (a korábbi években 15 fő)

## Az épület felújítása
A gimnázium épülete mára alapos felújításra szorul. Hosszas előkészítés után a 2057/2017. (XII. 27.) kormányhatározat 5 milliárd forint összegű anyagi támogatást biztosított a gimnázium teljes felújításához.

### Társadalmi egyeztetőtanács[11]
Az anyagiak előteremtése után társadalmi egyeztetőtanács alakult Németh Szilárd országgyűlési képviselő – az iskola egykori diákja – vezetésével. A tanács célja a tervek véleményezése és javaslatok megfogalmazása.
További tagok:
- Klinghammer István, egyetemi tanár, a Magyar Tudományos Akadémia rendes tagja, Budapest és Csepel díszpolgára, volt oktatási államtitkár
- Takaró Mihály, irodalomtörténész, az írószövetség tagja
- Bese Benő, a Jedlik intézményvezetője
- Kispál György és Kertész Péter egyházi személyiségek, akik civilként vesznek részt a munkában
- Morovik Attila alpolgármester
- Krassói Kornélia, a Jedlik volt igazgatóhelyettese, pedagógus, Csepel díszpolgára
- Csurgay Árpád, az MTA rendes tagja, Csepel díszpolgára
- Zanati Béla, a Jedlik volt igazgatója
- Bálint Szilvia Kitti, a gimnázium diákönkormányzatának elnöke
- Lászlóné Balázsovits Magdolna, a német nemzetiségi önkormányzat elnöke, Csepel díszpolgára
- Tóth Endre, a Dél-Pesti Tankerületi Központ vezető-helyettese

### Felújítási tervek[4]
A felújítás ideje alatt a gimnázium a volt Fodor József Szakközépiskola épületében fog működni. A 2018/2019-es tanév alatt az ideiglenes épületet újítják fel, és a gimnázium változatlanul a régi épületében működik.
A tervek szerint 2019 nyarán a gimnázium átköltözik a felújított ideiglenes épületbe. Nyolc tantermet konténerekben helyeznek el az ideiglenes épület udvarán. Az eredeti épület felújítása és bővítése várhatóan két évet vesz igénybe, így a megújult épületben 2021 szeptemberében kezdődhet el a tanítás.
A felújítási tervekben a jelenlegi épület teljes korszerűsítése, akadálymentesítése szerepel. A jelenlegi tornatermi szárnyat elbontanák, a helyére pedig egy új, emeletes, tornatermekből, egy multifunkciós aulából és tantermekből álló komplexumot építenének. Az iskola főbejáratát a József Attila utca felől, a régi és az új szárny találkozásához helyeznék át.

## Neves tanárok[12]
- Dr. Éder Zoltánné
- Izsó Kálmánné
- Hajdú István
- Hegyi Balázs
- Kövesi Sándorné
- Dr. Major Pál
- Mészáros Zsolt
- Dr. Vermes Miklós, Kossuth-díjas középiskolai fizika-, kémia- és matematikatanár
- Dr. Virányi Judit

## Neves diákjai[13]
| dr. Ablonczy Balázs      | Történész, az MTA Történettudományi Intézetének tudományos főmunkatársa, a Párizsi Magyar Intézet korábbi igazgatója                                                         |
| Ablonczy Bálint          | Újságíró, Heti Válasz, Junior Prima Díj (2010.) |
| dr. Apáti Ágota          | Őssejtkutató, a MTA TTK Enzimológiai Intézet tudományos főmunkatársa, a SE Membránbiológiai Kutatócsoport vezetője                                                           |
| dr. Bácskai János        | Fizika-kémia szakos tanár, mérnök, önkormányzati képviselő, Ferencváros polgármestere (2010 és 2019 között)                                                                  |
| Bagyula István           | Rúdugró világbajnok II. helyezett |
| Bese Benő                | Válogatott és többszörös magyar bajnok magasugró, jelenleg iskolánk testnevelőtanára és igazgatója                                                                           |
| Bolla Gábor              | Szaxofonos jazztehetség, a Bolla Quartet Hans Koller-díjas, nemzetközileg elismert tagja                                                                                     |
| Buzek László             | Válogatott röplabdázó |
| Bükkfejes András         | Villamosmérnök, az első magyar kisműhold, a MaSat-1 egyik tervezője és fejlesztője                                                                                           |
| dr. Cserhalmi Zsuzsanna  | Irodalmár, egyetemi adjunktus, ELTE BTK |
| Csucsánszky Zoltán       | Válogatott labdarúgó, edző |
| dr. Csurgay Árpád        | Széchenyi-díjas villamosmérnök, nanotechnológus, egyetemi tanár, akadémikus, a MTA rendes tagja, a Magyar Érdemrend középkeresztje a csillaggal kitüntetés tulajdonosa       |
| Erdész Róbert            | Zenész, a SOLARIS alapító tagja |
| dr. Fiar Sándor          | Biológia-földrajz szakos tanár, a földrajztudományok doktora, újságíró, természetfilmes, műsorvezető, világutazó                                                             |
| dr. Fichtinger Gyula     | Hőfizikus mérnök, atomtechnikai szakmérnök, az Országos Atomenergia Hivatal főigazgatója                                                                                     |
| dr. Filip Tamás          | Budapestért-díjas költő és műfordító, jogász és közjegyző, iskolánk egykori tanára                                                                                           |
| Földi László             | Öttusázó és vívó |
| Gulyás István            | Birkózó, világbajnok és EB. IV. helyezett |
| Gulyás Mihály            | Író |
| Hamar István             | Labdarúgó |
| dr. Heszberger Antal     | Villamosmérnök, állami díjas |
| Káli Gábor               | Karmester, zongoraművész, a Nürnbergi Állami Opera első karmestere és helyettes főzeneigazgatója. I. Hongkongi Nemzetközi Karmesterverseny győztese (2018)                   |
| dr. Kenderessy Miklós    | Villamosmérnök, a műszaki tudományok kandidátusa, c. egyetemi docens, állami díjas                                                                                           |
| Kovács Zoltán            | Többszörös magyar és ifjúsági világbajnok súlyemelő |
| dr. Lengyel László       | Jogász, közgazdász, Pulitzer-emlékdíjas publicista, politológus |
| Losonczi Flórián         | Válogatott labdarúgó, majd a Csepel SC elnöke |
| dr. Magyar Zoltán        | Matematikus, az ELTE Doktori Iskolájának oktatója |
| dr. Mezei Balázs         | Költő és műfordító, filozófus, irodalmár, a PPKE BTK és az ELTE-BTK professzora                                                                                              |
| Molnár Mátyás            | Sportújságíró, a Nemzeti Sportszövetség Sajtószolgálatának munkatársa, az Év Sportújságírója Díj (2011.) tulajdonosa                                                         |
| Mórádi Zsolt             | Négyszeres kick-boksz világbajnok, hatszoros Európa-bajnok, 13-szoros magyar bajnok, Küzdősportok Világjátéka 2. helyezett                                                   |
| Morovik Attila           | Biológia-testnevelés szakos tanár, gyermekvédelmi szakértő, jelenleg Csepel önkormányzati képviselője és alpolgármestere                                                     |
| dr. Nagy Mihály          | Atomfizikus, a BME kísérleti atomreaktorának vezetője, a paksi erőmű munkatársa, ma a radioaktív hulladékokkal foglalkozó intézmény tagja, Csepel díszpolgára                |
| Németh Ferenc            | Kétszeres olimpiai bajnok öttusázó, a Magyar Köztársasági Érdemrend tisztikeresztjének tulajdonosa, Csepel díszpolgára                                                       |
| Németh Szilárd           | Tanár, politikus, országgyűlési képviselő, a Magyar Birkózó Szövetség elnöke                                                                                                 |
| Németh Tamás             | Többszörös magyar bajnok öttusázó és vívó |
| Németh Zsolt             | Többszörös magyar bajnok vívó, a Csepeli Vívó Egyesület szakosztályvezetője                                                                                                  |
| Nepp József              | Kossuth- és Balázs Béla-díjas magyar rajzfilmrendező, forgatókönyvíró, a Magyar Mozgókép Mestere, Érdemes művész, háttérfestő, tervező, zeneszerző                           |
| Nyertes Zsuzsa           | Színművész (Vidám Színpad), a Magyar Köztársasági Érdemrend lovagkeresztjének tulajdonosa                                                                                    |
| Pesuth Rita              | Hatszoros kick-boksz világbajnok |
| Pipa Ildikó              | Textilművész, szőnyegtervező, gobelinművész |
| Rost Andrea              | Kossuth- és Liszt Ferenc-díjas magyar operaénekes (szoprán), Érdemes művész                                                                                                  |
| Rózsássy Barbara         | József Attila-díjas költő |
| dr. Sas Géza             | Orvos, belgyógyász, hematológus, a véralvadás kutatásának nemzetközi szinten is elismert vezető szaktekintélye, az első kóros antitrombin (Antitrombin Budapest) felfedezője |
| dr. Sepsey Tamás Benedek | Országgyűlési képviselő és a Kárpótlási Hivatal volt vezetője |
| dr. Simicskó István      | Közgazdász, jogász, a hadtudományok doktora, országgyűlési képviselő, honvédelmi miniszter                                                                                   |
| dr. Somlyai Gábor        | Biokémikus, kutató biológus, a deutérium-mentes víz feltalálója |
| Székely László           | 127-szeres válogatott kosárlabdázó |
| Tóth Enikő               | Jégkorongozó, a Hokiklub Budapest (korábban MHK) eredményes versenyzője |
| Tóth Gábor               | Birkózó világbajnoki IV. helyezés |
| Turóczi Éva              | Színművész |
| Vén István               | Festőművész |
| Zsivoczky-Farkas Györgyi | Hétpróbázó, VB 5. és 6., EB 6. helyezett, többszörös országos bajnok atléta, atlétaedző, közgazdász                                                                          |